# Atlantes (África)
Atlantes (griego: Ἄτλαντες) es el nombre de un pueblo líbico mencionado por Heródoto en el siglo V a. C.

## Los atlantes en Heródoto
Según el historiador griego, habitaban en el norte de África, próximos al monte Atlas del cual tomaban su nombre. En el mismo pasaje añade que denominan al Atlas; "pilar de los cielos" y describe a la montaña como "...estrecha y totalmente circular; y tan sumamente elevada que ... sus cumbres nunca pueden divisarse pues nunca ... la abandonan las nubes". Los atlantes no matan ninguna criatura viviente y sueñan sin sueños. En todos los manuscritos herodoteanos se menciona previamente otro pueblo del mismo nombre, de quienes se dice que "maldicen al sol" y carecen de nombres propios, pero hay acuerdo entre los comentaristas, desde Salmasio quien se basa en la Acaica de Rhiano, que la lectura correcta de este pueblo debe ser Atarantes (Ἀτάραντες)  No hay otra alusión a este pueblo en la Historia; quienes son el último elemento de un elenco, de estilo rapsódico según François Hartog, que enumera los habitantes de Libia de este a oeste.

## Los atlantes en Diodoro Sículo
Diodoro Sículo les dedica varios párrafos en su libro tercero de la Biblioteca . En ese pasaje se dice que son los más civilizados del norte de África, que moran en grandes ciudades y que entre ellos, al borde del Océano, nacieron los dioses. Una de sus ciudades era Cerne, también mencionada en el Periplo de Hannón, la cual fue tomada por Mirina, reina de las Amazonas, en combate con estos atlantes. Firmada la paz, la ciudad fue reconstruida por ambos pueblos quienes luego se enfrentaron a los gorgones.

### Mitología atlante según Diodoro
Refiere Diodoro que la mitología de los atlantes no difiere demasiado de la griega y la interpreta de manera evemerista; su primer rey fue Urano, un sabio astrónomo, de quien deriva el nombre del cielo (Οὐρανός). Los hijos de Urano fueron cuarenta y cinco, de los cuales dieciocho eran los Titanes; entre ellos se contaban Cronos y Atlas, quienes se repartieron las tierras. Atlas reinó en las comarcas occidentales y por sus conocimientos astronómicos se dijo que "soportaba el cielo sobre sus hombros". Atlas dio su nombre al pueblo y a la montaña; su hijo fue Héspero, también astrónomo, quien fue arrebatado por los vientos de la cima del monte Atlas y, desde entonces, divinizado como el Lucero. las hijas de Atlas, o Atlántidas, fueron progenitoras de dioses y héroes; después de su muerte tuvieron su apoteosis transformándose en las Pléyades. El relato de Diodoro se cierra con la historia de Cronos, presentado como un rey codicioso e impío, y su hijo Zeus quien fue un soberano honorable y amistoso, considerado tras su muerte como el mayor de los dioses.

## Relación con la Atlántida
Ningún autor antiguo relaciona a estos pueblos con el mito platónico de la Atlántida, si bien modernamente se los ha identificado como descendientes de esta supuesta civilización. Al respecto, Pierre Vidal-Naquet, invierte la ecuación y sostiene que Platón se ha inspirado en el nombre de este pueblo líbico, mencionado por Heródoto, para denominar a la isla ficticia que aparece en sus diálogos Timeo y Critias